# The Loves of Letty
The Loves of Letty è un film muto del 1919 diretto da Frank Lloyd. Prodotto dalla Goldwyn Pictures Corporation, aveva come interpreti Pauline Frederick, John Bowers, Lawson Butt, Willard Louis, Florence Deshon.
La sceneggiatura di J.E. Nash si basa su Letty, lavoro teatrale di Arthur Wing Pinero andato in scena in prima a Londra l'8 ottobre 1903. La commedia venne poi ripresa anche a Broadway il 12 settembre 1904, prodotta da Charles Frohman e interpretata, tra gli altri, da Tom Terriss.

## Trama

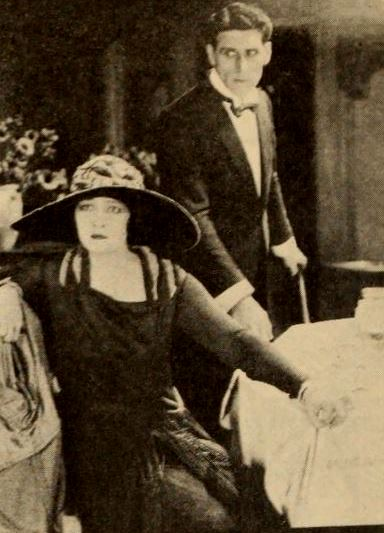
Pauline Frederick e Lawson Butt

Letty Shell, una ragazza della working class, aspira a un marito ricco che le faccia salire la scala sociale. Quando incontra Nevill Letchmere, punta tutte le sue carte su di lui. Credendo di amarlo, fa di tutto per conquistarlo. Insiste nelle sue tattiche anche quando scopre che l'uomo è già sposato.
Altri uomini e altre opportunità le si presentano: accetta la corte di Mandeville, il suo capo che vorrebbe sposarla. Ma l'uomo è troppo rozzo e, dopo essere stata al ristorante con lui, Letty torna a Letchmere. Quando, però, la sorella di questi scappa di casa con un amante, Letchmere l'accusa di comportarsi come una "commessa". Letty si rende conto che egli la vede come l'appartenente a una classe sociale da disprezzare e scopre che i valori che lei ha perseguito fino a quel momento non sono moralmente alti e che forse è meglio sposare un uomo che ama davvero. Così torna da Richard Perry, un povero fotografo che dovrà farsi strada nella vita con il lavoro, aiutato per fortuna da uno zio ricco.

## Produzione
Il film fu prodotto dalla Goldwyn Pictures Corporation.

## Distribuzione
Il copyright del film, richiesto dalla Goldwyn Pictures Corp., fu registrato il 4 ottobre 1919 con il numero LP14251.

Distribuito dalla Goldwyn Distributing Company, il film - presentato da Samuel Goldwyn - uscì nelle sale cinematografiche degli Stati Uniti il 7 dicembre 1919. A livello internazionale, il film uscì in Francia, distribuito dalla Film Erka il 28 luglio 1922 con il titolo Tentations; in Portogallo (16 maggio 1924) con il titolo Amores de Letty; in Polonia, come Milosci Letty.
Non si conoscono copie ancora esistenti della pellicola che viene considerata presumibilmente perduta.